# 트로바플록사신
트로바플록사신(Trovafloxacin)은 항생제의 한 종류이다. 화이자에서 트로반(Trovan)이라는 명칭으로, 라보라토리오스 알미랄(Laboratorios Almirall)에서는 트루벨(Turvel)이라는 명칭으로 발매한다.

## 합성

트로바플록사신의 합성: K. E. Brighty, (1992 - Pfizer).

## 같이 보기
- 퀴놀론계 항생제